# Facundo Campazzo
Facundo „Facu“ Campazzo (* 23. März 1991 in Córdoba) ist ein argentinischer Basketballspieler. Er spielt auf der Position des Point Guards.

## Laufbahn

### Verein
Facundo Campazzo begann seine Laufbahn in seiner Heimatstadt in der Jugend der Vereine Municipal de Córdoba sowie Unión Eléctrica. Im Jahr 2007 wechselte er in den Nachwuchs des argentinischen Spitzenklubs CA Peñarol aus Mar del Plata. Am 2. September 2008 feierte er im Zuge der Copa Argentina sein Debüt in der Profimannschaft. Bei Peñarol bestritt er sechs Spielzeiten und konnte unter anderem vier argentinische Meisterschaften (2009/10, 2010/11, 2011/12 und 2013/14) sowie einen Titel in der FIBA Americas League (2009/10) gewinnen.
Im Sommer 2014 wurde Campazzo vom spanischen Verein Real Madrid verpflichtet. Die Spielzeit 2014/15 gestaltete sich sehr erfolgreich für seinen Klub, holte Real Madrid doch alle möglichen Titel, den Supercup, den Königspokal, die Meisterschaft sowie die EuroLeague. Campazzo selbst konnte sich jedoch aufgrund der starken Konkurrenz auf seiner Position, wo Sergio Rodríguez und Sergio Llull zumeist den Vorzug bekamen, nicht durchsetzen und wurde nach der Saison an CB Murcia verliehen. Hier entwickelte sich Campazzo zu einem wichtigen Spieler, erreichte 2015/16 das Viertelfinale um die spanische Meisterschaft, bestritt den EuroCup und wurde aufgrund seiner starken Leistungen in der Saison 2016/17 ins All-Tournament Second Team der Liga ACB gewählt. Campazzo hatte es in der Saison 2016/17 in der Liga ACB auf durchschnittlich 14,1 Punkte und 5,9 Korbvorlagen je Begegnung gebracht.
Zur Saison 2017/18 kehrte er zu Real Madrid zurück, wo er nicht zuletzt aufgrund der schweren Verletzung von Sergio Llull, der für einen Großteil der Spielzeit ausfiel, eine tragende Rolle übernehmen musste. Zusammen mit Luka Dončić führte er die Mannschaft als Point Guard zum ersten Platz im Grunddurchgang der spanischen Meisterschaft sowie war mit 7,9 Punkten und 4,5 Korbvorlagen pro Partie am Titelgewinn in der Euroleague beteiligt. Zum zweiten Mal in Folge wurde Campazzo ins All-Tournament Second Team der spanischen Liga gewählt. Im Spieljahr 2018/19 wurde er mit Real wieder spanischer Meister, der Argentinier wurde als bester Spieler der Finalrunde ausgezeichnet. Die besten Werte seiner Madrider Zeit erreichte er in der Liga ACB während der Saison 2019/20 mit durchschnittlich 11,2 Punkten und 5,2 Korbvorlagen je Begegnung, in der Euroleague wurden im selben Spieljahr pro Einsatz 9,9 Punkte verbucht, des Weiteren bereitete er im Schnitt 7,1 Korberfolge seiner Nebenleute vor.
In der Saison 2019/20 spielte er zunächst weiterhin für Real, im November 2020 verdichteten sich die Anzeichen eines Wechsels des trickreichen Spielmachers zu den Denver Nuggets in die nordamerikanische NBA. Er wurde schließlich Mitglied von Denvers Mannschaft. Nach zwei Jahren bei den Nuggets unterschrieb er am 18. Oktober 2022 einen Vertrag bei den Dallas Mavericks. Ende November 2022 kam es zwischen Campazzo und den Texanern zur Trennung. In acht NBA-Einsätzen für Dallas erzielte er im Schnitt 1,3 Punkte je Begegnung. Mitte Dezember 2022 wurde er von KK Roter Stern Belgrad verpflichtet. Mit der serbischen Mannschaft gewann er das Double aus Meisterschaft und Pokal. Im Anschluss unterschrieb Campazzo bei seinem ehemaligen Klub Real Madrid. Er wurde in der Saison 2023/24 als bester Spieler der spanischen Liga ACB ausgezeichnet. 2024 und 2025 gewann er mit Real die spanische Meisterschaft. 2025 wurde er zum zweiten Mal nach 2019 als bester Spieler der Finalserie ausgezeichnet.

### Nationalmannschaft
Facundo Campazzo, der als Jugendlicher Teil der argentinischen Nachwuchsnationalmannschaften war und unter anderem die U16-Südamerikameisterschaft 2007 gewann und am Albert-Schweitzer-Turnier 2009 teilnahm, feierte im Jahr 2012 sein Debüt in der A-Nationalmannschaft. In diesem Jahr gewann er mit seiner Landesauswahl die Basketball-Südamerikameisterschaft und nahm zudem an den Olympischen Sommerspielen teil.
Bei den Basketball-Amerikameisterschaften erreichte er 2015 und 2017 jeweils das Endspiel und erreichte 2013 den dritten Platz. Er stand bei der Basketball-Weltmeisterschaft 2014 ebenso im Kader der Argentinier wie bei den Olympischen Sommerspielen 2016.

## Erfolge und Ehrungen
Peñarol Mar del Plata
- FIBA Americas League: 2009/10
- Liga Nacional de Básquetbol: 2009/10, 2010/11, 2011/12, 2013/14
- Torneo Súper 8: 2009, 2011, 2013
- Copa Argentina: 2010

Real Madrid
- EuroLeague: 2014/15, 2017/18
- Liga ACB (spanischer Meister): 2014/15, 2017/18, 2018/19, 2023/24, 2024/25
- Copa del Rey: 2014/15, 2019/20
- Supercopa de España: 2014, 2018, 2019, 2020

Roter Stern
- Košarkaška liga Srbije (serbischer Meister): 2022/23
- Radivoj Korać Cup (serbischer Pokal): 2023

Argentinische Nationalmannschaft
- U16-Südamerikameisterschaft: 2007
- Südamerikameisterschaft: 2012

Persönliche Ehrungen
- MVP der Finalserie der Liga ACB: 2018/19, 2024/25
- MVP der Copa del Rey de Baloncesto: 2019/20
- MVP der Supercopa de España de Baloncesto: 2019, 2020
- Liga ACB All-Tournament Team: 2018/19, 2019/20
- Liga ACB All-Tournament Second Team: 2016/17, 2017/18
- Basketball-Amerikameisterschaft All-Tournament Team: 2013
- MVP des Finales der Liga Nacional de Básquetbol: 2011/12, 2013/14
- Liga Nacional de Básquetbol All-Tournament Team: 2011/12, 2012/13, 2013/14
- MVP des Torneo Súper 8: 2011/12, 2013/14
- MVP der Copa Argentina: 2009/10
- Bester Spieler der Liga ACB: 2023/24

## Karriere-Statistiken

### NBA

#### Hauptrunde
| Saison  | Team   | GP  | GS | MPG  | FG % | 3P % | FT % | RPG | APG | SPG | BPG | PPG |
| ------- | ------ | --- | -- | ---- | ---- | ---- | ---- | --- | --- | --- | --- | --- |
| 2020–21 | Denver | 65  | 19 | 21.9 | .381 | .352 | .879 | 2.1 | 3.6 | 1.2 | 0.2 | 6.1 |
| 2021–22 | Denver | 65  | 4  | 18.2 | .361 | .301 | .769 | 1.8 | 3.4 | 1.0 | 0.4 | 5.1 |
| Gesamt  | Gesamt | 130 | 23 | 20.1 | .372 | .328 | .828 | 1.9 | 3.5 | 1.1 | 0.3 | 5.6 |

#### Play-offs
| Saison  | Team   | GP | GS | MPG  | FG % | 3P % | FT % | RPG | APG | SPG | BPG | PPG |
| ------- | ------ | -- | -- | ---- | ---- | ---- | ---- | --- | --- | --- | --- | --- |
| 2020–21 | Denver | 10 | 9  | 27.0 | .392 | .396 | .842 | 3.0 | 4.1 | 1.4 | 0.4 | 9.3 |
| Gesamt  | Gesamt | 10 | 9  | 27.0 | .392 | .396 | .842 | 3.0 | 4.1 | 1.4 | 0.4 | 9.3 |